# Le Louroux-Béconnais
Le Louroux-Béconnais ist eine Ortschaft und eine Commune déléguée in der westfranzösischen Gemeinde Val d’Erdre-Auxence mit 3.309 Einwohnern (Stand: 1. Januar 2022) im Département Maine-et-Loire in der Region Pays de la Loire. Die Einwohner werden Lorétain(es) genannt.
Die Gemeinde Le Louroux-Béconnais wurde am 15. Dezember 2016 mit La Cornuaille und Villemoisan zur neuen Gemeinde Val d’Erdre-Auxence zusammengeschlossen. Sie gehörte zum Angers und zum Kanton Chalonnes-sur-Loire.

## Geographie
Le Louroux-Béconnais liegt etwa 25 Kilometer nordwestlich von Angers nahe der Quelle des Erdre. Durch das Gebiet der ehemaligen Gemeinde fließt der Vernoux. Knapp nördlich des Hauptortes entspringt das Flüsschen Pont Ménard. Umgeben wurde die Gemeinde Le Louroux-Béconnais von den Nachbargemeinden Erdre-en-Anjou im Norden und Nordosten, Bécon-les-Granits im Osten und Südosten, Villemoisan im Süden, Saint-Sigismond im Süden und Südosten, Belligné im Südwesten, La Cornuaille im Westen sowie Angrie im Nordwesten.
Durch die Commune déléguée verläuft die frühere Route nationale 163 (heutige D963).

## Bevölkerungsentwicklung
| Jahr      | 1962 | 1968 | 1975 | 1982 | 1990 | 1999 | 2006 | 2012 |
| Einwohner | 1796 | 1747 | 1725 | 1916 | 2011 | 2065 | 2549 | 2953 |

Quelle: INSEE

## Sehenswürdigkeiten
- Abtei Notre-Dame de Pontron, 1130/1134 erbaut, 1791 aufgelöst, Zisterzienserkloster (Mutterkloster: Le Loroux in Vernantes),
- Die sieben Schlösser:
  - Schloss Le Chillon aus dem 12. Jahrhundert ursprünglich als Priorei der Abtei Saint-Aubin in Angers, Mitte des 19. Jahrhunderts zerstört bzw. umgebaut, neue Kapelle aus dem Jahre 1875
  - Schloss La Mornais, Umbauten aus dem Ende des 18. Jahrhunderts
  - Schloss le Pey, Mitte des 19. Jahrhunderts erbaut
  - Schloss Piard, heutiges Schloss aus dem Ende des 19. Jahrhunderts
  - Schloss La Prévôterie, ursprünglich aus dem 16. Jahrhundert, Ruine
  - Schloss Vernoux, im 19. Jahrhundert wiedererrichtet
  - Schloss La Violaye, Anfang des 16. Jahrhunderts errichtet,
- Acht Windmühlen

## Persönlichkeiten
- Natalis Pinot (1747–1794), Priester (in Louroux-Béconnais von 1788 bis 1794), Heiliger der römisch-katholischen Kirche, hingerichtet
- Louis Juchault de Lamoricière (1806–1865), General, ehemaliger Eigentümer des Schloss Le Chillon